# Abbasiyya
Al-Abbassiyya (àrab: العباسية, al-ʿAbbāsiyya) és una antiga ciutat de Tunísia, a tocar de Kairuan (uns 3 km al sud-est), fundada per l'emir Ibrahim I ibn al-Àghlab, fundador de la dinastia aglàbida d'Ifríqiya, l'any 800 i capital dels aglàbides del 800 al 877. Ibrahim li va donar el nom en honor dels califes abbàssides, els seus sobirans nominals.
En aquesta ciutat Ibrahim I va rebre els ambaixadors de Carlemany, que demanaven les relíquies de Sant Cebrià el 805; al mateix temps, amb els enviats de Constantí, patrici romà d'Orient de Sicília, es va concertar una treva (kudna) i un intercanvi de presoners; els ambaixadors francs van lliurar a l'emir els regals pel califa.
A la ciutat es va fabricar moneda. La fundació per Ibrahim II de la ciutat de Raqqada (877), una mica més al sud, va posar fi a la seva capitalitat i va iniciar la seva decadència fins que fou destruïda durant la invasió dels Banu Hilal a la meitat del segle xi.
Van néixer a la ciutat alguns personatges destacats, essent el principal el primer historiador de Kairuan, Abu-l-Àrab Muhàmmad ibn Àhmad ibn Tamim (mort en 945).